# Condado de Gramedo
El condado de Gramedo es un título nobiliario español concedido el 4 de octubre de 1677 a José Briceño y Ronquillo, gentilhombre de Felipe IV y gentilhombre de la Cámara de Juan de Austria, oficial de los Ejércitos de Extremadura.
El primer titular era señor de las villas de Gramedo, Molezuelas, Piquillos y Villaquijada, I vizconde de Villar de Farfón.

## Condes de Gramedo
|                                | Titular                                       | Periodo              |
| Creado por Carlos II           | Creado por Carlos II                          | Creado por Carlos II |
| ------------------------------ | --------------------------------------------- | -------------------- |
| I                              | José Briceño y Ronquillo                      |                      |
| II                             | Pedro Ronquillo Briceño                       |                      |
| III                            | Antonio Ronquillo Briceño                     |                      |
| IV                             | Francisco Ronquillo Briceño                   |                      |
| V                              | Ángela Manuela Ronquillo y Murillo            |                      |
| VI                             | Vicente Pascual Vázquez de Coronado y Ferrer  |                      |
| VII                            | Joaquín Ciro de Acuña y Prado                 |                      |
| VIII                           | Antonio María de Acuña y Fernández de Miranda |                      |
| IX                             | Manuel de Acuña y Fernández de Miranda        |                      |
| X                              | Manuel Antonio de Acuña y Dewitte             |                      |
| XI                             | María del Consuelo de Acuña y Dewitte         | 1852-1888            |
| XII                            | Eduardo Manuel y Acuña                        | 1890-                |
| Rehabilitado por Juan Carlos I |                                               |                      |
| XIII                           | Alonso Heredia y del Rivero                   | 1982-1983            |
| XIV                            | María de la Sierra-Elena Heredia y Albornoz   | 1983-2022            |
| XV                             | Isabel Fernández de Santaella y Heredia       | 2023-actual titular  |

## Historia de los condes de Gramedo
- José Ronquillo Briceño (b. Valladolid, 1 de mayo de 1628[3]), I conde de Gramedo.

Contrajo matrimonio en 1671 con su sobrina Francisca Ronquillo, señora de Villasur y de la casa mayor de los Ronquillo.
- Pedro Ronquillo Briceño (b. Madrid, 1 de abril de 1630[3]), II conde de Gramedo.

- Antonio Ronquillo Briceño (b. Madrid, 19 de octubre de 1633[3]), III conde de Gramedo.

Contrajo matrimonio con Ana Antonia Ramos del Mazano, III condesa de Francos.
- Francisco Ronquillo Briceño (b. Milán, 22 de octubre de 1644-29 de mayo de 1719[3]), IV conde de Gramedo, II marqués de Villanueva de las Torres.

Contrajo primer matrimonio en Zaragoza el 8 de agosto de 1671 con Petronila Ximénez de Murillo y Suelves.
Contrajo segundo matrimonio en 1694 María Elvira Jofré de Loaisa y Chumacero, III condesa del Arco, III condesa de Guaro, III marquesa de Villafiel, III condesa de Alba de Tajo.
- Ángela Manuela Ronquillo y Murillo (m. Valladolid, 11 de marzo de 1743[3]), V condesa de Gramedo, III marquesa de Villanueva de las Torres.

Contrajo primer matrimonio el 1 de marzo de 1694 con Antonio Vázquez de Coronado y González, I marqués de Coquilla, VII conde de Montalvo.
Contrajo segundo matrimonio el 16 de febrero de 1707 con Fernando de Prado y Bravo de Acuña, II marqués de Prado, V conde de Óbedos.
- Vicente Pascual Vázquez de Coronado y Ferrer de Próxita (m. Madrid, 4 de marzo de 1772[3]), VI conde de Gramedo, IV marqués de Villanueva de las Torres.

Contrajo matrimonio con Joaquina de Villanueva y Herrera.
- Joaquín Ciro de Acuña y Prado (b. Madrid, 2 de marzo de 1738-Madrid 15 de junio de 1795[3]), VII conde de Gramedo, V marqués de Villanueva de las Torres, V marqués de Escalona, V marqués de Casa Fuerte, VI marqués de Prado, VIII conde de Óbedos.

Contrajo matrimonio con María Cayetana Fernández de Miranda y Villacís, hija de Sancho José Fernández de Miranda y Saavedra, IV marqués de Valdecarzana, y de Ana Catalina de Villacís y de la Cueva, VII condesa de las Amayuelas, grande de España.
- Antonio María de Acuña y Fernández de Miranda (Madrid, 30 de marzo de 1766-Córdoba 26 de marzo de 1810[3]), VII conde de Gramedo, IX marqués de Bedmar, grande de España, VII marqués de Prado, VI marqués de Casa Fuerte, VI marqués de Escalona, VI marqués de Villanueva de las Torres, IX conde de Óbedos.

Contrajo matrimonio en Madrid el 22 de diciembre de 1799 con Rosa de Carvajal Vargas y Manrique de Lara, hija de Mariano Joaquín de Carvajal Vargas y Brun, IX conde del Puerto, VI conde de Castillejo, y de María Ana Eusebia Manrique de Lara y Carillo de Albornoz.
- Manuel Lorenzo de Acuña y Fernández de Miranda (Madrid, 10 de agosto de 1767-Madrid, 24 de marzo de 1824[3]), IX conde de Gramedo, X marqués de Bedmar, grande de España, VIII marqués de Prado, VII marqués de Casa Fuerte, VII marqués de Escalona, VII marqués de Villanueva de las Torres, X conde de Óbedos.

Contrajo matrimonio en Badajoz el 16 de septiembre de 1804 con María Antonia Dewitte y Rodríguez de Alburquerque.
- Manuel Antonio de Acuña y Dewitte (b. Madrid, 28 de mayo de 1821-Madrid, 16 de mayo de 1883[3]), X conde de Gramedo, XI marqués de Bedmar, grande de España, IX marqués de Prado, VIII marqués de Casa Fuerte, VIII marqués de Escalona, VIII marqués de Villanueva de las Torres, XI conde de Óbedos.

- María del Consuelo de Acuña y Dewitte (Madrid, el 18 de septiembre de 1823-Nouzilly, 3 de diciembre de 1888[3]), XI condesa de Gramedo.

Contrajo matrimonio en París el 8 de mayo de 1847 con Juan Eduardo Ulrich Manuel (n. 1811-9 de enero de 1870) comendador de la Orden Española de Carlos III, caballero de la Legión de Honor de Francia, hijo de Iván Manuel y de María Chastenet.
- Iván Eduardo Manuel de Acuña (París, 24 de febrero de 1848[3]-Nouzilly, 3 de marzo de 1911), XII conde de Gramedo.

Contrajo matrimonio en París el 14 de octubre de 1872 con Adelaida Luisa Renault Delavigne.
Rehabilitado en 1982
- Alonso de Heredia y del Rivero (baut. en Limpias, 10 de septiembre de 1898-30 de octubre de 1983),[4] XIII conde de Gramedo, XI marqués de Escalona, XIV marqués de Bedmar, XIII marqués de Prado[5] y XII conde de Óbedos.

Contrajo matrimonio en Córdoba el 10 de octubre de 1923 con Isabel de Albornoz Martel Portocarrero y Arteaga (m. Córdoba, 1 de noviembre de 1989). Sucedió su hija, por distribución:
- María de la Sierra-Elena Heredia y Albornoz (m. 1 de octubre de 2022[7]), XIV condesa de Gramedo.[8]

Casó con Pedro Fernández de Santaella y Gozálvez. Sucedió su hija:
- Isabel Fernández de Santaella y Heredia, XV condesa de Gramedo.[9]